# آدم ورونويكز
آدم ورونويكز (بالبولندية: Adam Woronowicz)‏ هو ممثل بولندي، ولد في 25 ديسمبر 1973 في بولندا.

## وصلات خارجية
- آدم ورونويكز على موقع IMDb (الإنجليزية)
- آدم ورونويكز على موقع قاعدة بيانات الأفلام العربية
- آدم ورونويكز على موقع ألو سيني (الفرنسية)
- آدم ورونويكز على موقع أول موفي (الإنجليزية)
- آدم ورونويكز على موقع قاعدة بيانات الفيلم (الإنجليزية)
- آدم ورونويكز على موقع كينوبويسك (الروسية)